# 桟敷ヶ岳
桟敷ヶ岳（さじきがたけ、さじきがだけ）は、京都府京都市北区と右京区京北町の境界に位置する山。標高895.9mであり、京都市北区の最高峰である。関西百名山に選ばれており、京都北山の代表的な山のひとつである。桟敷ケ岳、桟敷岳と表記されることもある。

## 地理
京都市街地東部を流れる鴨川の源流は桟敷ヶ岳の山麓にあり、桟敷ヶ岳は鴨川流域の最高峰である。北麓からは鴨川の源流のひとつである祖父谷川が発し、南南東に流れる。西麓からは清滝川の源流が発し、南南西に流れて保津峡付近で桂川（保津川）に合流する。南東には鞍馬山(584m)や貴船山(700m)などが、南には半国高山などが、西には飯森山(791m)や天童山(775m)などがある。
北麓にある石仏峠は雲ケ畑から丹後地方に向かう古道が通じていた。雲ケ畑から祖父谷峠を越える道は京の都と山国を結ぶ最短距離の道であり、昔から川魚や木炭などが宮中まで運ばれた。さらに古くは峠を通るのではなく、雲ケ畑の岩屋谷から桟敷ヶ岳山頂を通って井戸祖父谷に下る「尾棧敷」と呼ばれる尾根道が使われた。

## 歴史

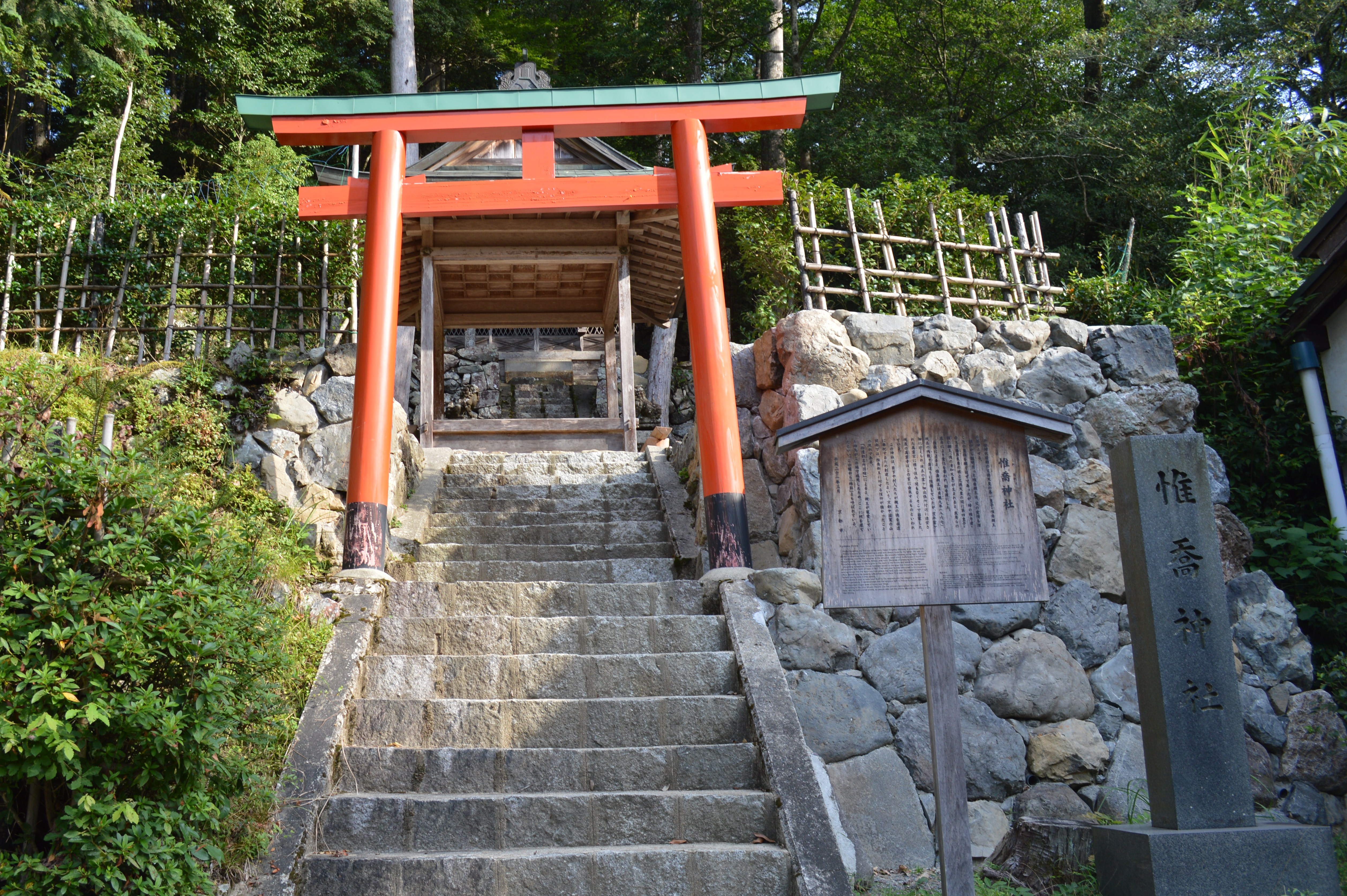
岩屋橋にある惟喬神社

### 惟喬親王伝説
惟喬親王が山上に高楼（桟敷）を構えて都を眺望したという伝説が山名の由来であるとされ、山麓の雲ケ畑岩屋橋には惟喬神社がある。『山城名跡巡行志』では、山上にある池が指月や広沢池などとともに月の名所とされたが、現在は池跡が定かではない。この地域には惟喬親王に関する伝承が多く残っており、平家物語や歌舞伎などによれば惟喬親王は惟仁親王（後の清和天皇）と皇位を争って桟敷ヶ岳で相撲を行なったとされている。惟喬親王の逸話が山名の由来であるとするのが定説だが、京都府の地名語源について詳しい沢潔は、「棧敷」とは「サシキ」であり焼畑地を表すのではないかとしている。頂上付近には笹藪が生い茂っているが、「都笹」と呼ばれるこの付近の笹は惟喬親王が杖を逆さに立てたものが根付いたとする伝承がある。

### 初登頂
若狭と京の都をつなぐ峠道は古くから利用され、また明治時代には山域で陸軍陸地測量部の地理測量が行なわれていたが、初めて純粋な「登山」が行なわれたのは1918年（大正7年）とされている。京都府立第一中学校（現京都府立洛北高校・中学校）の山岳部が京都北山登山の草分け的存在であり、この山岳部には今西錦司（文化人類学者、登山家）などがいた。

## 交通・登路

### 交通
京都バスが京都市街地（京阪鴨東線出町柳駅）から雲ケ畑地域の岩屋橋まで路線バスを運行していたが、不採算が理由で2012年（平成24年）3月31日に廃止となった。翌日の4月1日からは京都市街地（京都市営地下鉄烏丸線北大路駅）と雲ケ畑地域を結ぶ路線として、雲ケ畑自治振興会が「雲ケ畑バス もくもく号」を運行している。これらのバスは主に京都府道61号京都京北線を通っている。国道162号（周山街道）、国道477号、国道367号などが、桟敷ヶ岳、鞍馬、雲ケ畑、大原などを取り囲むように走っている。

### 登路

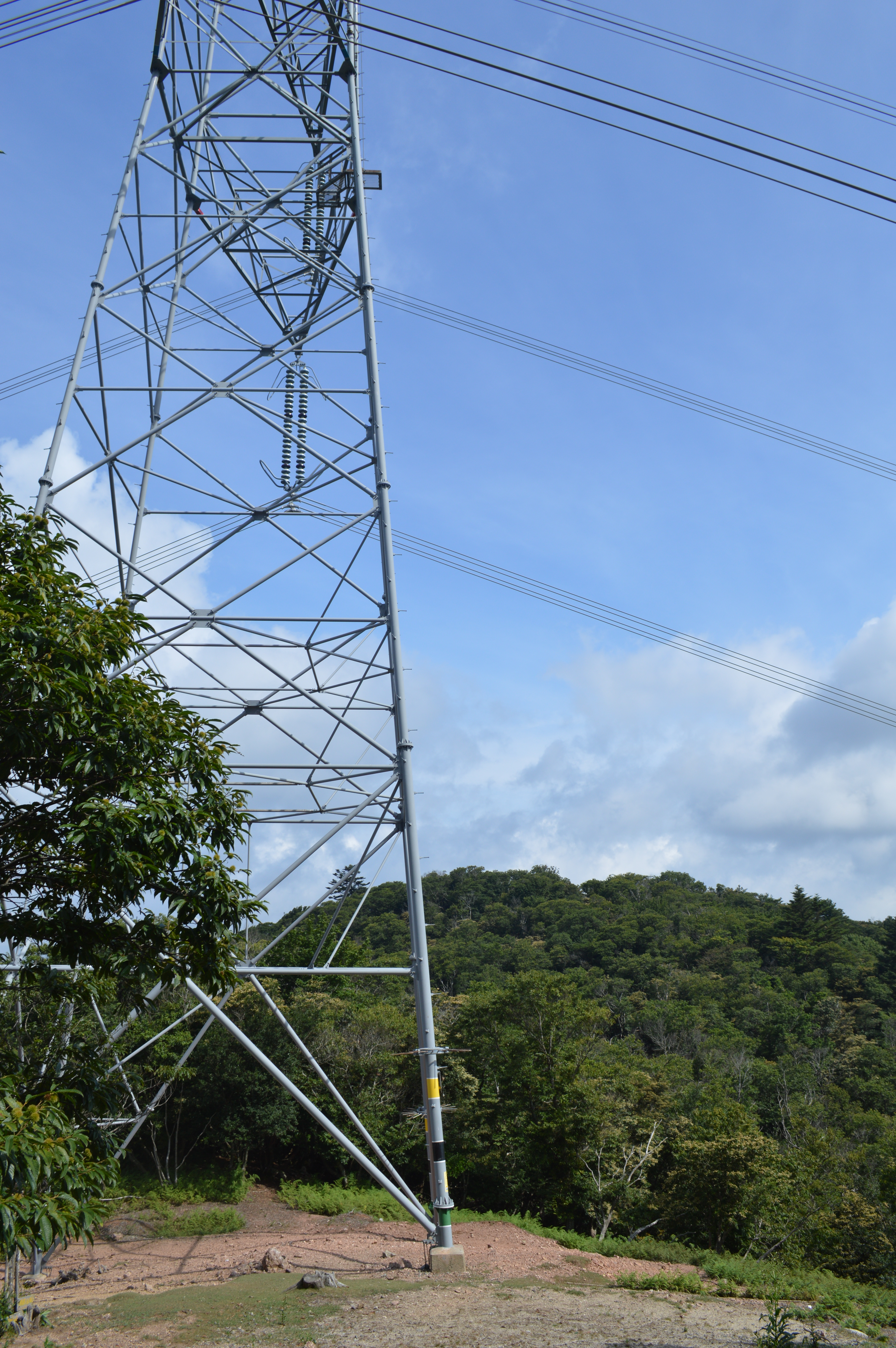
送電線鉄塔と桟敷ヶ岳頂上

もっとも一般的な登路は、岩屋橋から薬師峠を経て山頂に至るルートである。岩屋橋にある惟喬神社から雲ケ畑岩屋川に沿って30分ほど林道を歩き、岩屋不動（志明院）から谷を離れて登山道が始まる。雲ケ畑と大森を結ぶ薬師峠には大きなモミの木と六体地蔵（六地蔵尊）があり、かつての峠茶屋と思われる廃れた休憩小屋がある。南西に少し歩くと岩屋山（649m）山頂に着き、岩屋山の先には一坪ほどのお堂と680mの無名ピークがある。岩屋山は霊山として知られており、何本もの杉の巨木、巨石や奇石、洞窟・飛瀑などがある。薬師峠から北東の尾根道を登ると、すぐ左手に江戸時代の古びた墓地がある。電波反射板がある岩茸山のピークの脇を通り、関西電力の送電線鉄塔に着く。このあたりの展望は良好で、城丹国境の尾根をはじめ、東は比良山系、その手前には花脊峠に重なる山々を望むことができる。ここから少し下って鞍部を越えると桟敷ヶ岳の頂上に達する。
頂上には二等三角点があり、小広場が設けられている。樹林のために頂上からの展望は乏しく、頂上からは北東（比良山系）方面しか視界が効かない。山頂のやや南方には「都眺めの岩」と呼ばれる岩や送電線鉄塔があり、この付近から京都市街地、比叡山、比良山系などを遠望できる。この送電線は日本海沿岸の敦賀原子力発電所から朽木や花脊などを通って京阪神地域に達しており、かつては都への献上物が運ばれた桟敷ヶ岳山麓を、現在は50万ボルトの送電線で電気が運ばれている。
登路には大森谷や祖父谷林道を経るルートもあり、石仏峠、五本杉で有名な祖父谷峠などには古くからの伝承が残されている。

## ギャラリー

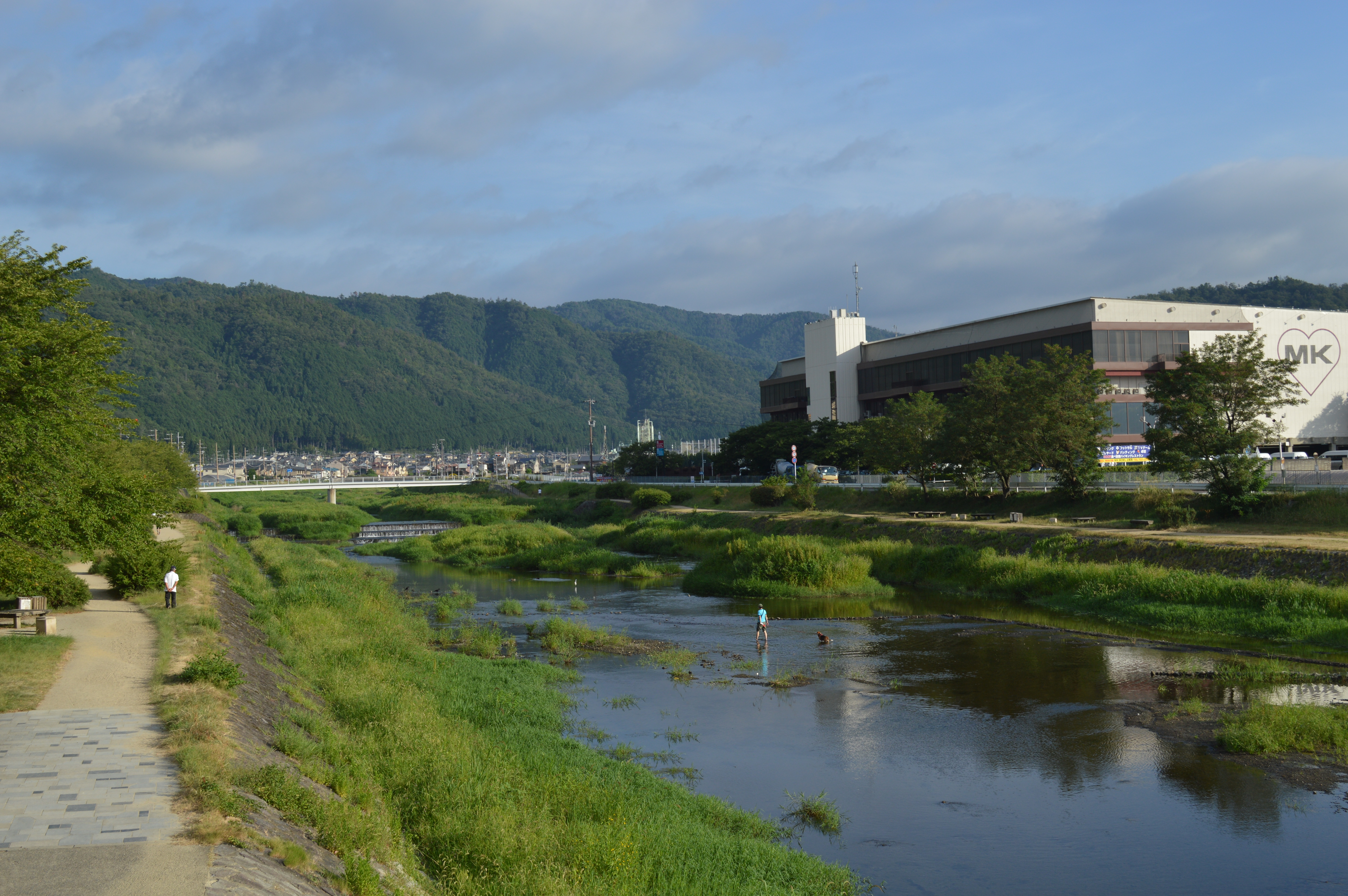
鴨川河畔から見た京都北山、中央奥が桟敷ヶ岳
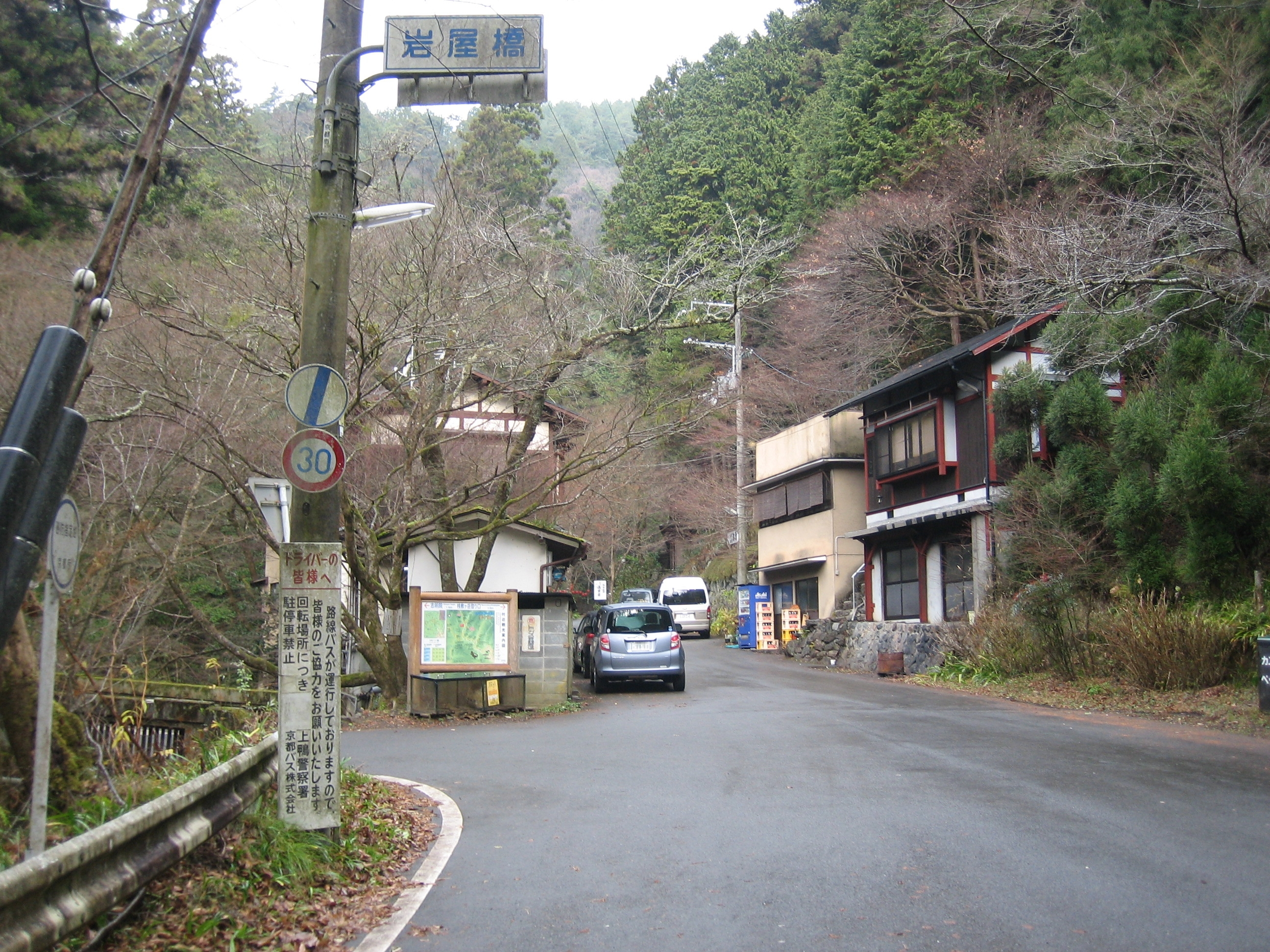
主要な登山口である雲ケ畑岩屋橋
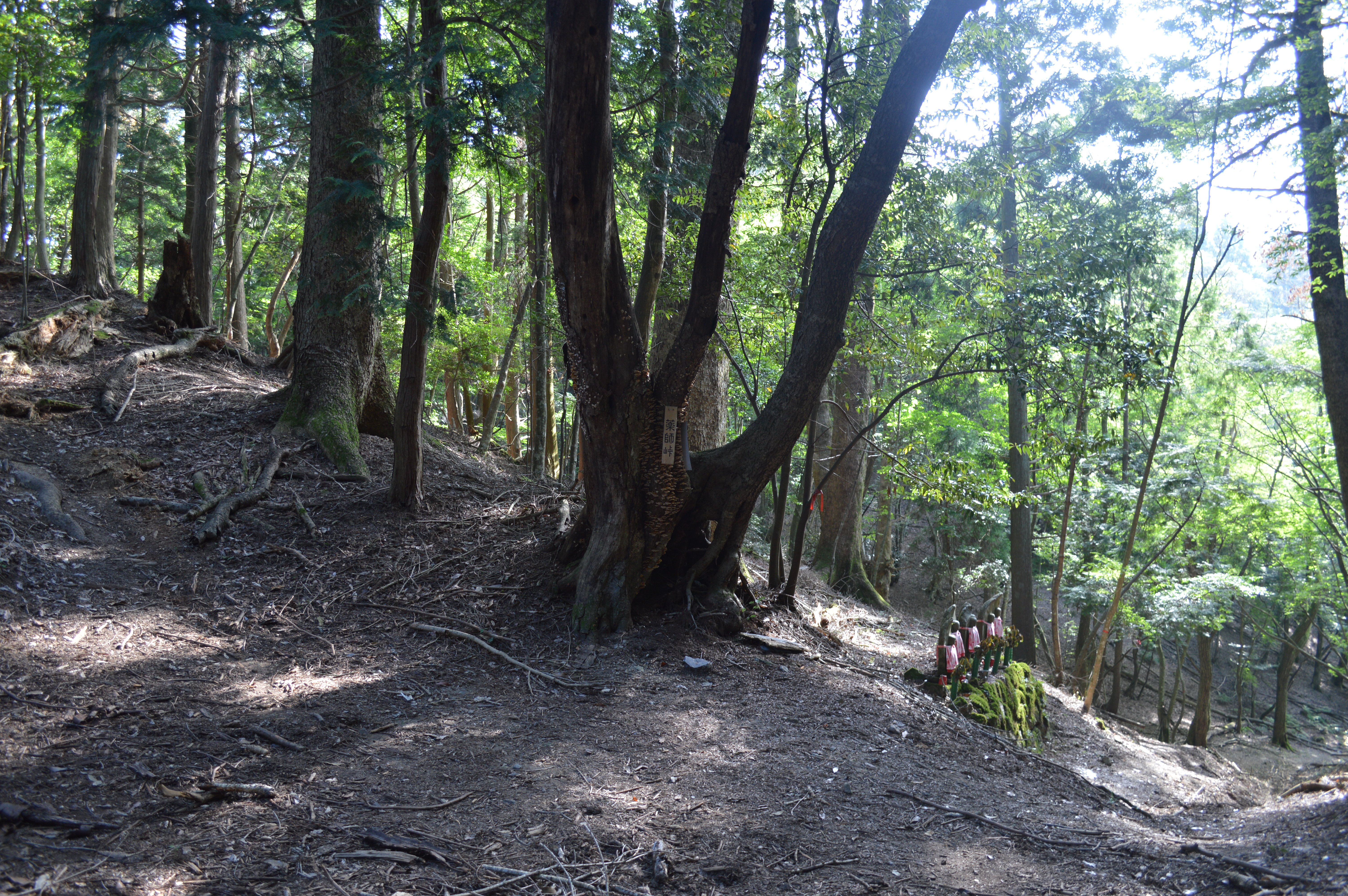
登山道の途中にある薬師峠
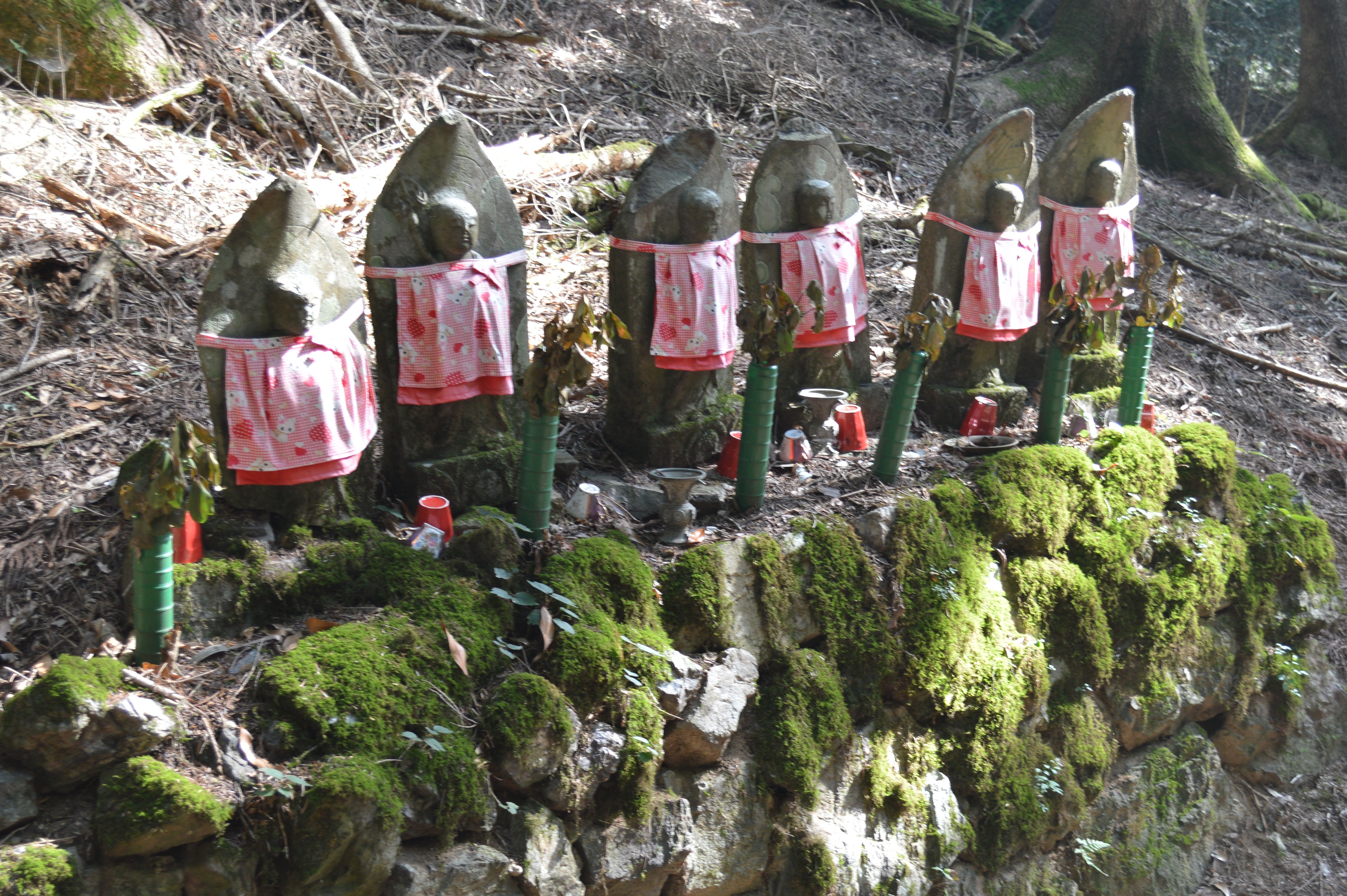
薬師峠の六体地蔵
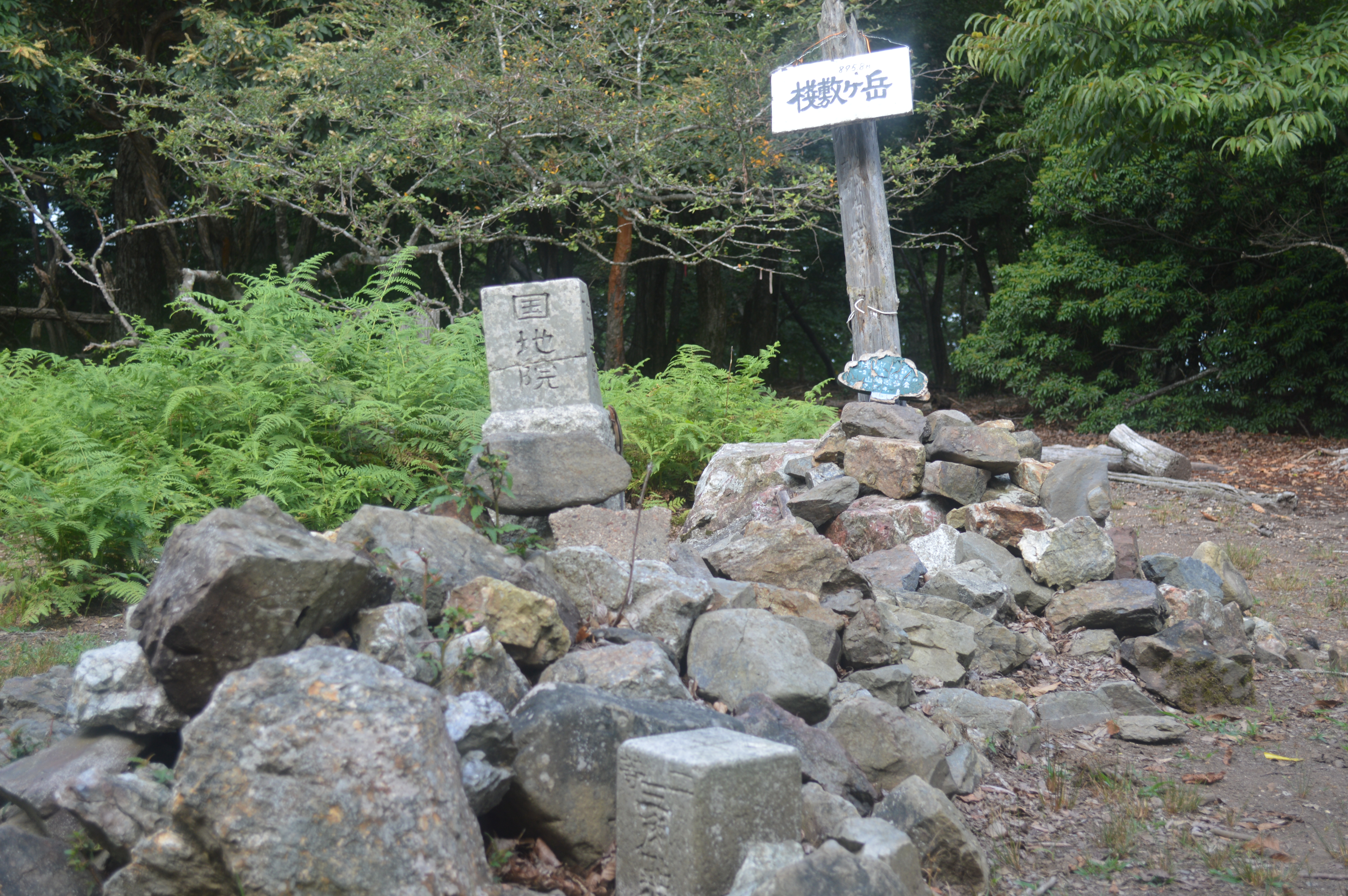
頂上の二等三角点と山名標
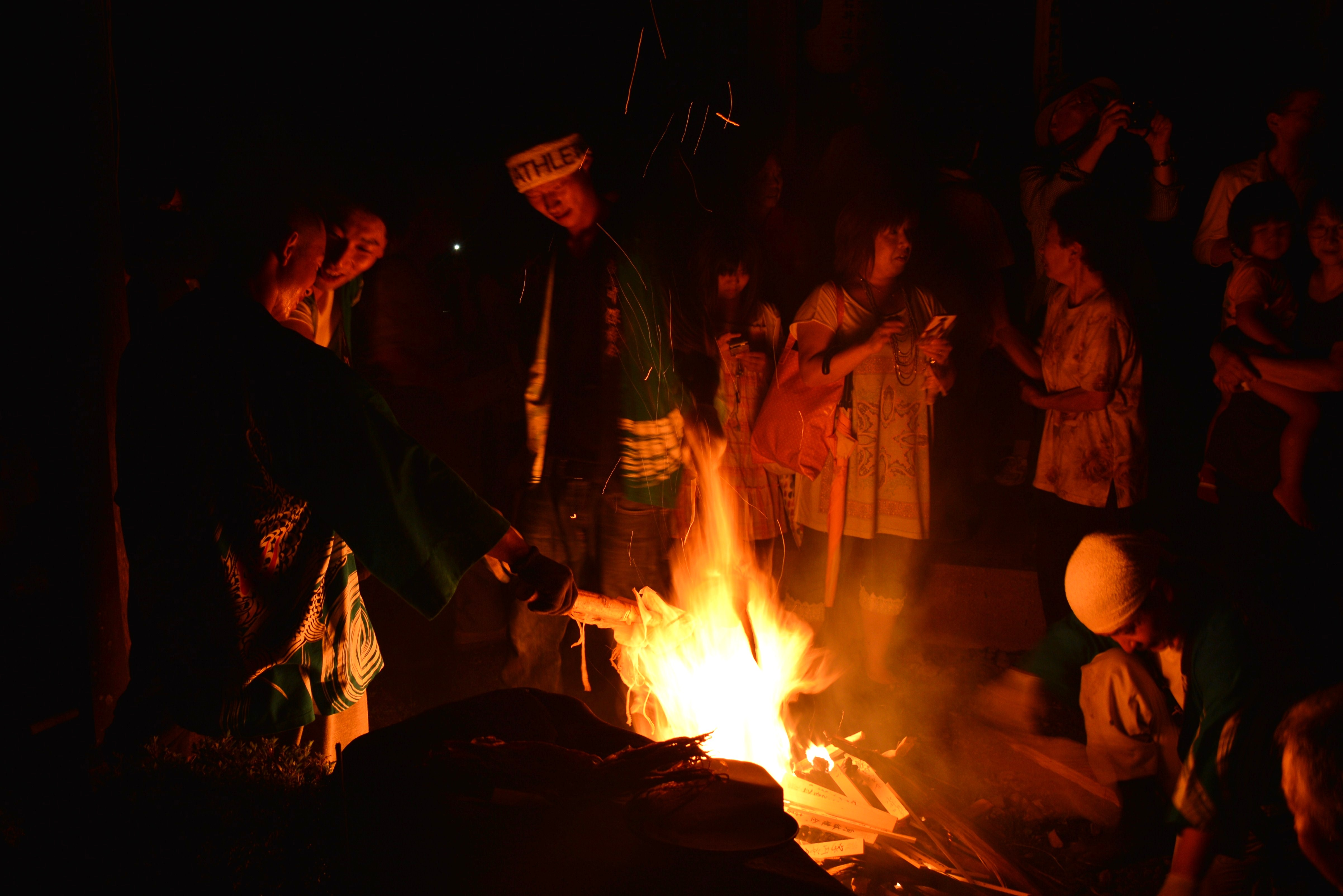
「松上げ」直後の雲ケ畑福蔵院